# Aaron Goddard
Aaron Goddard (* 21. März 1982 in Loma Linda, Kalifornien) ist ein US-amerikanischer Schauspieler.

## Biografisches
Aaron Goddard wuchs zunächst in Victorville auf und zog später ins Orange County, wo er in Los Alamitos die High School besuchte. Während seiner Schulzeit dort kam er mit der örtlichen Theaterszene in Berührung. 2002 zog er nach Los Angeles und absolvierte eine Ausbildung am Playhouse West-Theater.
Seine Arbeit als Schauspieler begann Goddard zunächst mit Auftritten in Werbespots und Kurzfilmen. Später konnte er sich auch als Fernsehdarsteller etablieren und spielte regelmäßig Gastrollen in diversen TV-Produktionen, darunter auch in namhaften Serien wie Weeds, The Orville und S.W.A.T.

## Filmografie
- 2006: The Break (Kurzfilm)
- 2007: Learning to Score (Kurzfilm)
- 2009: An American Journalist (Kurzfilm)
- 2010: Sealing Your Fate (Kurzfilm)
- 2011: Bananas Over Strawberries (Kurzfilm)
- 2012: The Dinerʼs Club (Kurzfilm)
- 2012: Weeds – Kleine Deals unter Nachbarn (Fernsehserie, 1 Folge)
- 2012: Jingle All The Way (Kurzfilm)
- 2014: The Hub (Fernsehserie, 5 Folgen)
- 2014: Fire in the House (Kurzfilm)
- 2015: Grand Zero (Kurzfilm)
- 2015: A Song for Manzanar (Kurzfilm)
- 2015: Newlywed and Broke (Fernsehserie, 1 Folge)
- 2015: The Brink – Die Welt am Abgrund (Fernsehserie, 1 Folge)
- 2016: Touch of Sin (Kurzfilm)
- 2016: The Hub (Fernsehfilm)
- 2016: Jakku: First Wave (Kurzfilm)
- 2017: The Wedding Invitation
- 2017: Lone Douche (Kurzfilm)
- 2017: Baby Bird (Kurzfilm)
- 2017: Two Shot  (Kurzfilm)
- 2019: The Orville (Fernsehserie, 2 Folgen)
- 2019: S.W.A.T. (Fernsehserie, 1 Folge)
- 2019: The Thing Before the Thing
- 2019: Onryo
- 2020: Hello... (Kurzfilm)
- 2022: Pam & Tommy (Fernsehserie, 1 Folge)
- 2022: Color (Kurzfilm)
- 2022: Gaslit (Fernsehserie, 1 Folge)